# El tren de los momentos
El tren de los momentos é o sétimo álbum de estúdio do cantor espanhol Alejandro Sanz, lançado em 2006. O álbum foi gravado na casa de Alejandro em Miami, nas Bahamas, México, Madrid e nos estúdios Abdala em Havana. Este álbum inclui duetos com Shakira, Calle 13, Juanes e Alex González, baterista da banda Maná.
| Críticas profissionais                                                      | Críticas profissionais |
| Avaliações da crítica                                                       | Avaliações da crítica  |
| Fonte                                                                       | Avaliação              |
| --------------------------------------------------------------------------- | ---------------------- |
| allmusic                                                                    | [ 2 ]                  |
| Esta tabela precisa de ser acompanhada por texto em prosa. Consulte o guia. |                        |

## Faixas
| N.º | Título                                      | Duração |  |
| 1.  | "Enséñame Tus Manos"                        | 3:51    |  |
| 2.  | "A la primera persona" (Alejandro Sanz)     | 4:43    |  |
| 3.  | "Te lo agradezco, pero no" (com Shakira)    | 4:33    |  |
| 4.  | "Donde convergemos" (Alejandro Sanz)        | 4:56    |  |
| 5.  | "En La Planta De Tus Pies" (Alejandro Sanz) | 3:57    |  |
| 6.  | "La peleíta" (Perez, Alejandro Sanz)        | 4:45    |  |
| 7.  | "Se lo Dices Tú" (Alejandro Sanz)           | 3:49    |  |
| 8.  | "Se molestan" (Alejandro Sanz)              | 3:06    |  |
| 9.  | "Te quiero y te temo" (Alejandro Sanz)      | 3:12    |  |
| 10. | "El tren de los momentos" (Alejandro Sanz)  | 3:00    |  |

## Edição especial
| N.º | Título                                                                   | Duração |  |
| 1.  | "Enséñame Tus Manos"                                                     | 3:51    |  |
| 2.  | "A la primera persona" (Alejandro Sanz)                                  | 4:43    |  |
| 3.  | "Te lo agradezco, pero no" (com Shakira)                                 | 4:33    |  |
| 4.  | "Donde convergemos" (Alejandro Sanz)                                     | 4:56    |  |
| 5.  | "En La Planta De Tus Pies" (Alejandro Sanz)                              | 3:57    |  |
| 6.  | "La peleíta" (Perez, Alejandro Sanz)                                     | 4:45    |  |
| 7.  | "Se lo Dices Tú" (Alejandro Sanz)                                        | 3:49    |  |
| 8.  | "Se molestan" (Alejandro Sanz)                                           | 3:06    |  |
| 9.  | "Te quiero y te temo" (Alejandro Sanz)                                   | 3:12    |  |
| 10. | "El tren de los momentos" (Alejandro Sanz)                               | 3:00    |  |
| 11. | "No lo digo por nada" (Alejandro Sanz)                                   | 4:30    |  |
| 12. | "Cariño a mares" (Alejandro Sanz)                                        | 4:46    |  |
| 13. | "A la primera persona (Chosen Few Remix)" (Alejandro Sanz)               | 4:19    |  |
| 14. | "Te lo agradezco, pero no (Luny Tunes and Tainy Remix)" (Alejandro Sanz) | 3:09    |  |

## Prêmios
| Ano  | Categoria                                 | Título                  | Resultado |
| ---- | ----------------------------------------- | ----------------------- | --------- |
| 2007 | Grammy Latino por Álbum do Ano            | El Tren de los Momentos | Nomeado   |
| 2008 | Grammy Latino por Melhor Álbum Pop Latino | El Tren de los Momentos | Ganhou    |